# Rubus ammobius
Rubus ammobius är en rosväxtart som beskrevs av Wilhelm Olbers Focke. Enligt Catalogue of Life ingår Rubus ammobius i släktet rubusar och familjen rosväxter, men enligt Dyntaxa är tillhörigheten istället släktet rubusar och familjen rosväxter. Arten har ej påträffats i Sverige.

## Underarter
Arten delas in i följande underarter:
- R. a. pseudoplicatus
- R. a. pseudoplicatus
- R. a. montivagus